# Six: The Mark Unleashed
Six: The Mark Unleashed (Brasil: Comunidade Sagrada / Portugal: Mentes Marcadas)é um filme americano da indústria cinematográfica cristã do gênero Drama, Ação, e Ficção Cientifica lançado em 2004 dirigido por Kevin Downes e estrelado por Stephen Baldwin, David A. R. White, Kevin Downes, Jeffrey Dean Morgan, e Eric Roberts.

## Sinopse
Nos dias finais antes do apocalipse, um ditador cruel reina na terra. Usando tecnologia de ponta com satélites e implantação de chips, a força da policia comunal se infiltra em cada faceta da vida humana, registrando cada pegada física e digital deixada. Para a humanidade, liberdade é uma memória antiga e desobediência significa morte. Três prisioneiros políticos encontram um estranho misterioso que tem a chave para sua fuga e a sobrevivência da humanidade. Sem que os prisioneiros saibam, agentes da FPC fazem um acordo com um prisioneiro para que este delate os rebeldes cristãos. Os quatro aliados tem que escapar da execução, despistar a FPC(Força da Policia Comunal) e se unir ao fugitivo mais procurado do mundo: o líder da resistência. Se falharem, toda a humanidade estará marcada para morrer, a resistência cairá e o inimigo terá ceifado todas as vidas.

## Elenco
- Stephen Baldwin ....Luke
- David A. R. White ....Brody Sutton
- Kevin Downes ....Jerry Willis
- Jeffrey Dean Morgan ....Tom Newman
- Eric Roberts ....Dallas
- Amy Moon ....Jeseca
- Troy Winbush ....Lewis
- Coleman Luck ....Charles
- Sung Hi Lee ....Beautiful woman
- Declan Joyce ....Joe
- John Gilbert ....Commander
- Brad Heller ....Preston Scott
- Tiny Ron ....Eddie